# Inje (singolo)
Inje è un singolo del cantante montenegrino Vanja Radovanović, pubblicato il 6 aprile 2018.

## Descrizione
Inje (che in italiano significa "Brina") è stata scritta da Radovanović stesso. Il brano è stato selezionato per il Montevizija 2018, processo di selezione nazionale per l'Eurovision Song Contest. A scegliere il vincitore è stato esclusivamente il pubblico, che attraverso il televoto ha proclamato Vanja Radovanović il vincitore. Questo gli ha concesso il diritto di rappresentare il Montenegro all'Eurovision Song Contest 2018, a Lisbona, in Portogallo.
Il brano ha gareggiato nella seconda semifinale del 10 maggio 2018, competendo con altri 17 artisti per uno dei dieci posti nella finale del 12 maggio.

## Tracce
Download digitale
1. Inje – 3:00